# Islam (dokumentarfilm)
Islam er en dansk undervisningsfilm fra 1965 instrueret af Svend Aage Lorentz efter eget manuskript.

## Handling
440 millioner mennesker er muslimer og lyder koranens bud om bøn, almisse, faste og pilgrimsfærd. Fem gange hvert døgn knæler de med ansigtet vendt mod Mekka. I moskeen bekræfter de trosbekendelsen, og på de hellige dage under pilgrimsfærden, hvor alle er iført samme dragt, går de syv gange om Kabaen, løber syv gange mellem højene Safa og Marwa, overnatter på Mina-sletten og slår lejr ved bjerget Arafat. Muezzinen kalder fra minareten og må nu have højtaleranlæg for at blive hørt gennem gadelarmen.